# کیش شخصیت
کیش شخصیت یا کَس پرستی پدیده‌ای است که در آن یک شخص با استفاده از رسانه‌های گروهی و تبلیغات سیاسی و همچنین با استفاده از مهارت فن بیان و تکنیک های سخنوری از خود وجههٔ عمومی آرمانی و قهرمانانه‌ای ارائه می‌دهد. این پدیده با استفاده از تعریف و تمجید در رسانه‌ها و نیز ایجاد جوی که در آن شخص فارغ از پاسخگویی یا مصون از اشتباه است به وجود می‌آید. کیش‌های شخصیت غالباً در حکومت‌های تمامیت‌خواه و غیر مردم‌سالاری بر پا می‌شوند. کیش شخصیت الزاماً در سطوح وسیع و گسترده مثل حکومت‌ها و کشورها اتفاق نمی‌افتد بلکه می‌تواند خیلی ساده در یک اجتماع کوچک هم رخ بدهد.